# Жоан
Жоан (кат. Joan) — мужское имя, каталанский вариант имени Иоанн (Иван).
Часть:
- Топонима, например, Сан-Жоан-де-Вилаторрада, Сан-Жоан-де-Мольет, Сан-Жоан-лес-Фонс, Орта-де-Сан-Жоан
- Имени, например, Безсонов, Жоан-Даниэль